# طلال عبدالله
طلال عبدالله (انگلیسی: Talal Abdullah؛ زادهٔ ۲۸ مارس ۱۹۹۴) بازیکن فوتبال اهل امارات متحده عربی است.